# Calisto agnes
Calisto agnes är en fjärilsart som beskrevs av Pieter Cramer 1782. Calisto agnes ingår i släktet Calisto och familjen praktfjärilar. Inga underarter finns listade i Catalogue of Life.